# Soula
Soula ist eine französische Gemeinde mit 171 Einwohnern (Stand: 1. Januar 2022) im Département Ariège in der Region Okzitanien. Sie gehört zum Arrondissement Foix und ist Mitglied im Gemeindeverband L’Agglo Foix-Varilhes. Die Einwohner werden Soulanois und Soulanoises genannt.

## Geografie

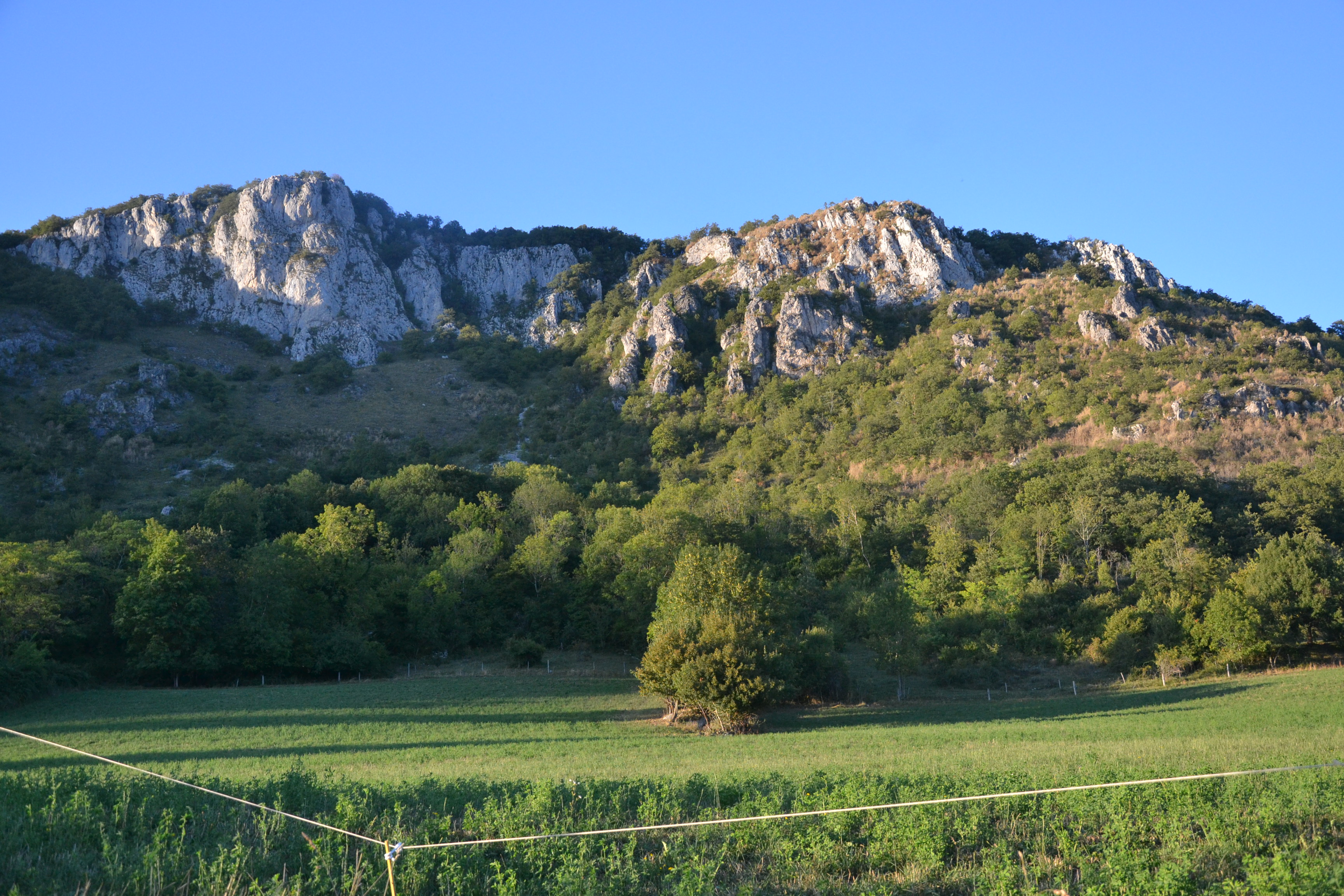
Der Pic de l’Aspre von Soula aus gesehen

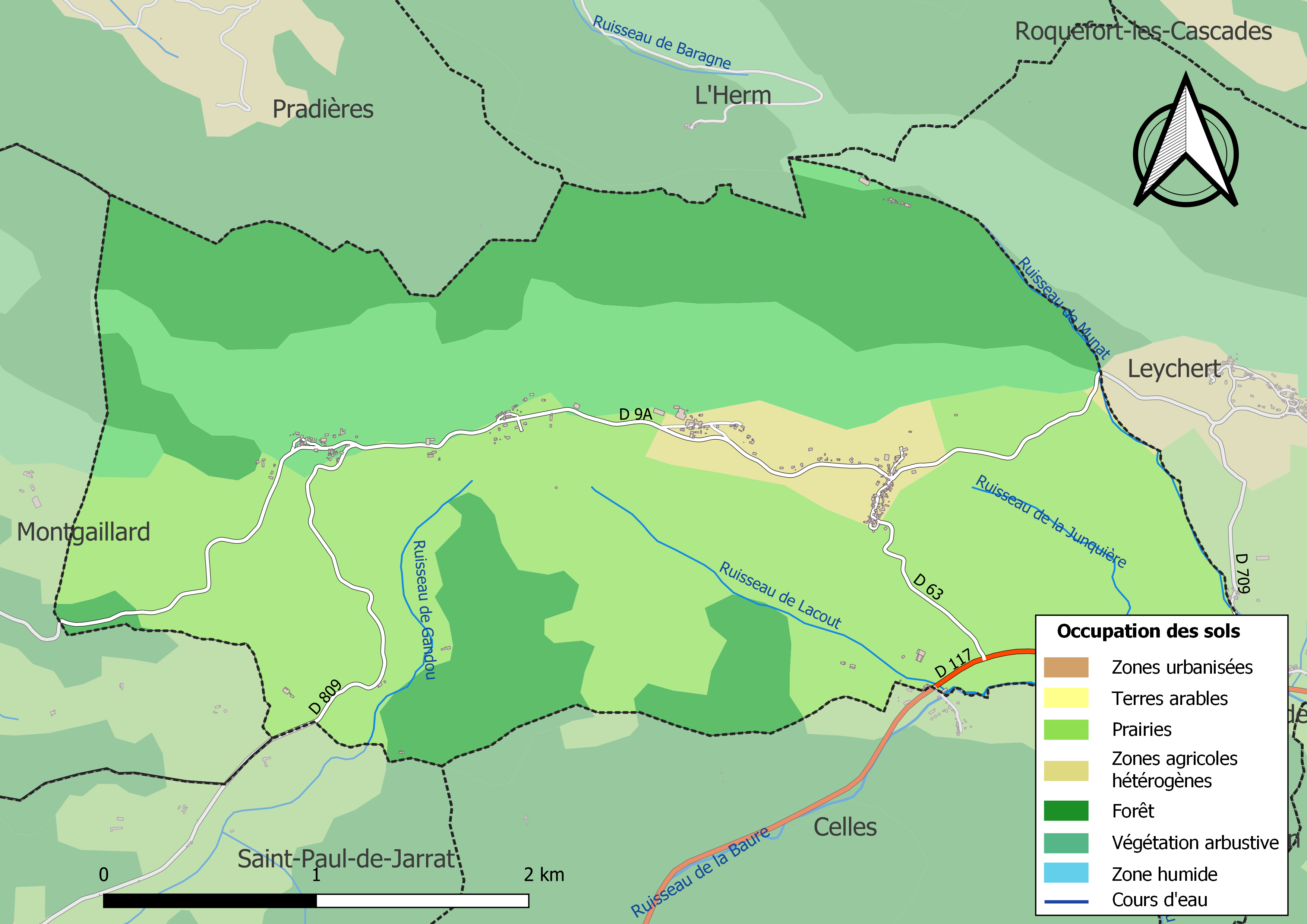
Bodennutzung, Hydrografie und Infrastruktur der Gemeinde

Die Gemeinde ist historisch und kulturell Teil des Pays de Foix und liegt etwa acht Kilometer ostsüdöstlich von Foix sowie etwa 76 Kilometer südsüdöstlich von Toulouse südlich des Plantauret-Massifs. Das Gemeindegebiet wird im Norden durch den Kamm einer Bergkette zu den Nachbargemeinden Pradières und L’Herm begrenzt, deren höchster Punkt der Gemeinde der Pic de l’Aspre (1014 m) bildet. Soula befindet sich im Einzugsgebiet der Garonne und wird vom Ruisseau de la Baure, vom Ruisseau de Cambajou, vom Ruisseau de Gandou, vom Ruisseau de Lacout, vom Ruisseau de la Junquière und vom Ruisseau de Munat entwässert. Das Gemeindegebiet ist Teil des Natura 2000-Schutzgebiets „pechs de Foix, Soula et Roquefixade, grotte de l’Herm“ und von drei ZNIEFF-Naturgebieten. Fast die Hälfte der Fläche der Gemeinde ist von Grünland bedeckt, knapp 30 % sind bewaldet.
Nachbargemeinden von Soula sind Pradières im Nordwesten, L’Herm im Norden, Leychert im Osten, Celles im Süden, Saint-Paul-de-Jarrat im Südwesten und Montgailhard im Westen.

## Bevölkerungsentwicklung
| Soula: Einwohnerzahlen von 1793 bis 2020                                                                                   | Soula: Einwohnerzahlen von 1793 bis 2020 | Soula: Einwohnerzahlen von 1793 bis 2020 | Soula: Einwohnerzahlen von 1793 bis 2020 | Soula: Einwohnerzahlen von 1793 bis 2020 |
| --- | ---------------------------------------- | ---------------------------------------- | ---------------------------------------- | ---------------------------------------- |
| Jahr |                                          |                                          |                                          | Einwohner                                |
| 1793 | 1793                                     |                                          | 587                                      | 587                                      |
| 1800 | 1800                                     |                                          | 547                                      | 547                                      |
| 1806 | 1806                                     |                                          | 570                                      | 570                                      |
| 1821 | 1821                                     |                                          | 635                                      | 635                                      |
| 1831 | 1831                                     |                                          | 623                                      | 623                                      |
| 1836 | 1836                                     |                                          | 635                                      | 635                                      |
| 1841 | 1841                                     |                                          | 606                                      | 606                                      |
| 1846 | 1846                                     |                                          | 679                                      | 679                                      |
| 1851 | 1851                                     |                                          | 625                                      | 625                                      |
| 1856 | 1856                                     |                                          | 577                                      | 577                                      |
| 1861 | 1861                                     |                                          | 578                                      | 578                                      |
| 1866 | 1866                                     |                                          | 551                                      | 551                                      |
| 1872 | 1872                                     |                                          | 553                                      | 553                                      |
| 1876 | 1876                                     |                                          | 554                                      | 554                                      |
| 1881 | 1881                                     |                                          | 533                                      | 533                                      |
| 1886 | 1886                                     |                                          | 508                                      | 508                                      |
| 1891 | 1891                                     |                                          | 433                                      | 433                                      |
| 1896 | 1896                                     |                                          | 363                                      | 363                                      |
| 1901 | 1901                                     |                                          | 372                                      | 372                                      |
| 1906 | 1906                                     |                                          | 342                                      | 342                                      |
| 1911 | 1911                                     |                                          | 326                                      | 326                                      |
| 1921 | 1921                                     |                                          | 251                                      | 251                                      |
| 1926 | 1926                                     |                                          | 243                                      | 243                                      |
| 1931 | 1931                                     |                                          | 232                                      | 232                                      |
| 1936 | 1936                                     |                                          | 235                                      | 235                                      |
| 1946 | 1946                                     |                                          | 206                                      | 206                                      |
| 1954 | 1954                                     |                                          | 167                                      | 167                                      |
| 1962 | 1962                                     |                                          | 122                                      | 122                                      |
| 1968 | 1968                                     |                                          | 100                                      | 100                                      |
| 1975 | 1975                                     |                                          | 96                                       | 96                                       |
| 1982 | 1982                                     |                                          | 100                                      | 100                                      |
| 1990 | 1990                                     |                                          | 153                                      | 153                                      |
| 1999 | 1999                                     |                                          | 159                                      | 159                                      |
| 2006 | 2006                                     |                                          | 196                                      | 196                                      |
| 2013 | 2013                                     |                                          | 197                                      | 197                                      |
| 2020 | 2020                                     |                                          | 176                                      | 176                                      |
| Quelle(n): EHESS/Cassini bis 1999, INSEE ab 2006 Anmerkung(en): Ab 1962 offizielle Zahlen ohne Einwohner mit Zweitwohnsitz |                                          |                                          |                                          |                                          |

## Sehenswürdigkeiten
- Kirche Sainte-Marie Madeleine
- Kirche Saint-Jean-Baptiste im Weiler Caraybat
- Schloss Caraybat (Privatbesitz)
- Felsnadeln, genannt „Les Demoiselles du Caraybat“ oberhalb von Caraybat

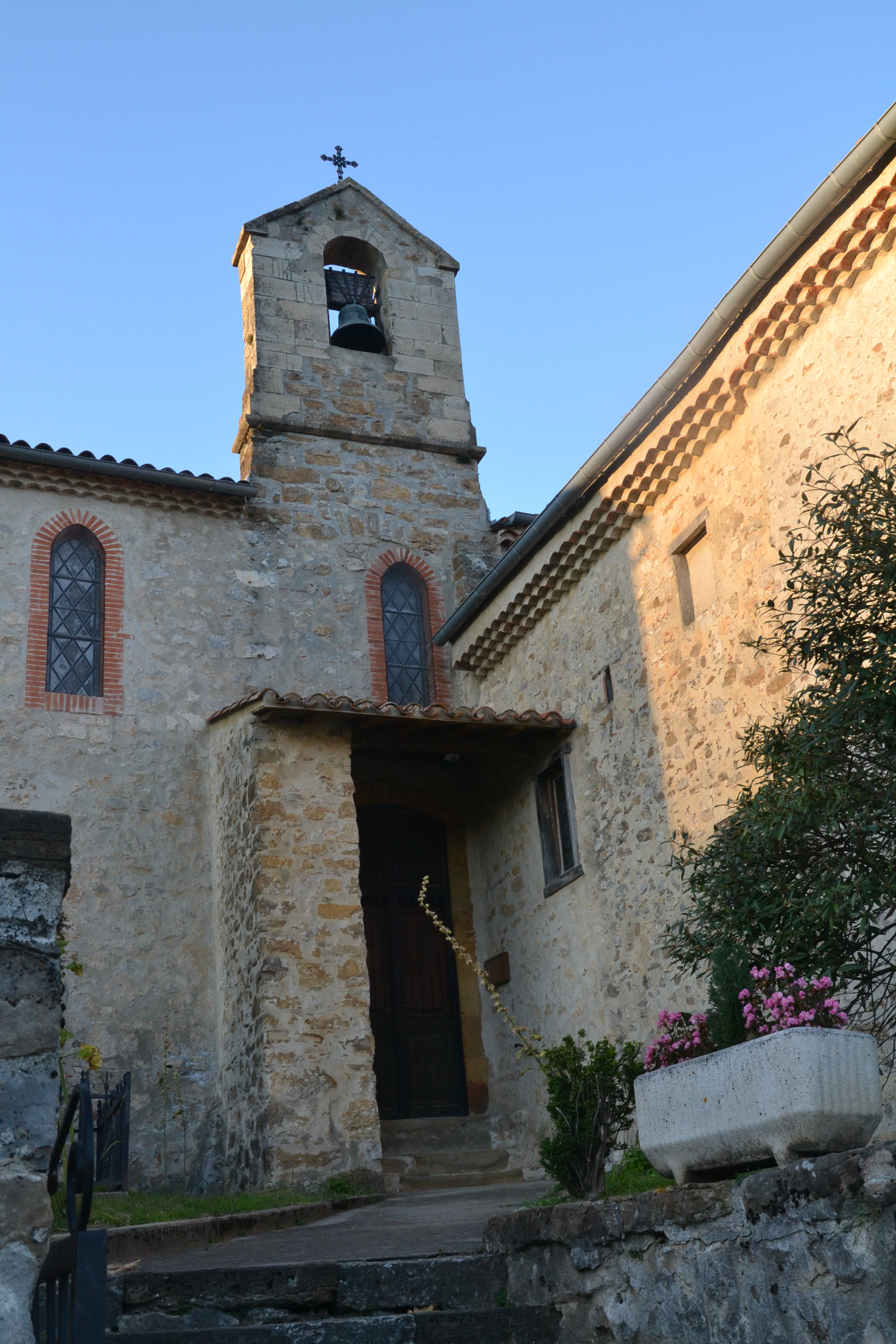
Kirche Sainte-Marie Madeleine
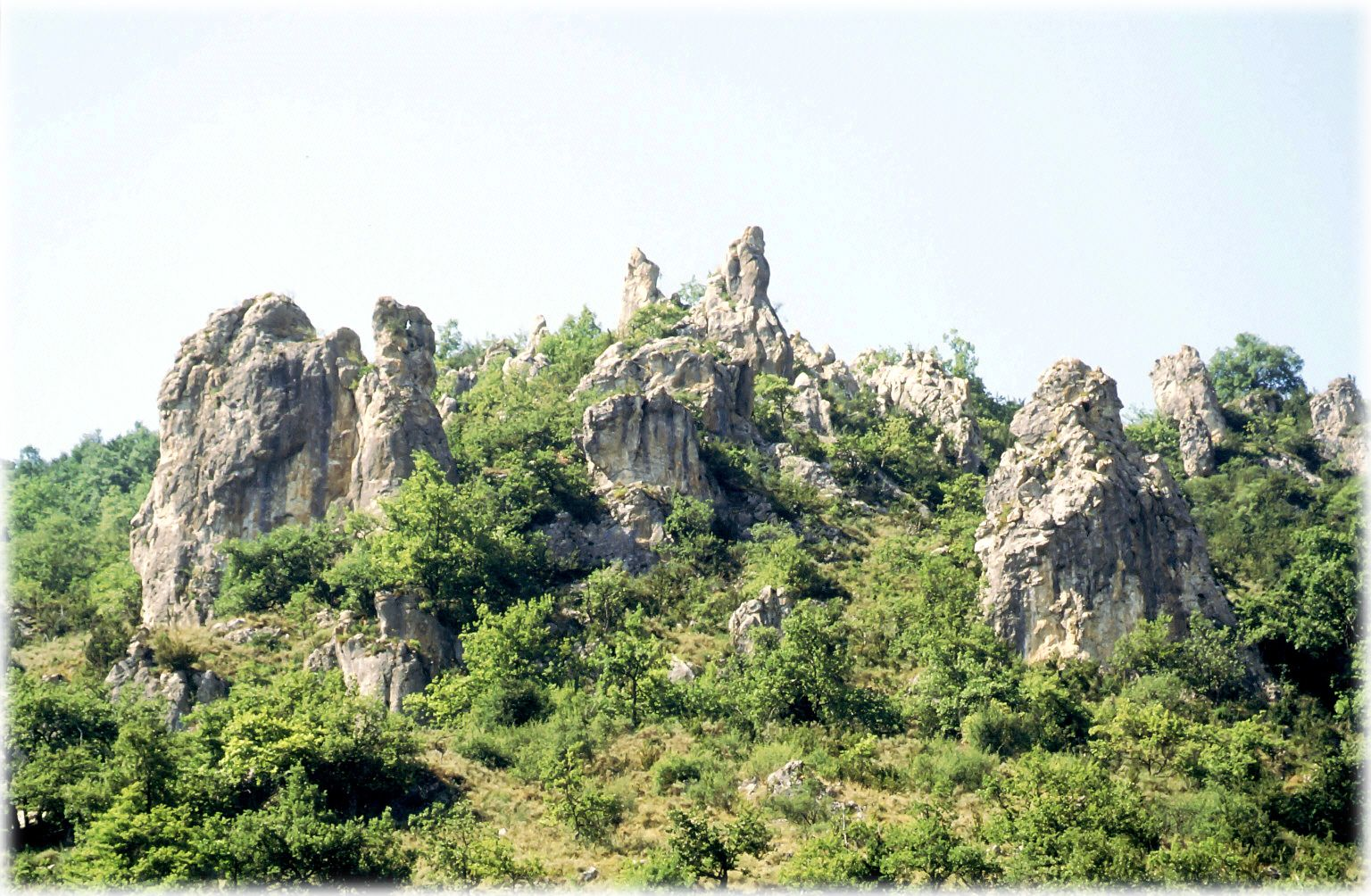
Les Demoiselles du Caraybat